# 納木錯裸鯉
納木錯裸鲤（学名：Gymnocypris namensis）为輻鰭魚綱鯉形目鲤科裸鲤属的其中一種，該物種為中國特有種，分布於西藏纳木错，體長可達38公分，棲息在淡水流域。

## 扩展阅读
維基物種上的相關：納木錯裸鲤